# Св (паровоз)
Св — обозначение серии российского пассажирского (курьерского) паровоза типа 1-3-1, выпускавшегося в 1914 и 1915 гг. Коломенским машиностроительным заводом (КМЗ) по заказу Варшаво-Венской ж. д. (В. В. Ж. Д.) — ширина колеи 1435 мм. В 1913 г., вследствие возросшего объёма пассажирских перевозок на В. В. Ж. Д., заказ на новые пассажирские паровозы типа 1-3-1 для этой дороги, решением МПС — был выдан КМЗ. По требованию заказчика, с учётом особых условий эксплуатации паровоза на В. В. Ж. Д. КМЗ, приняв за основу проект однотипного курьерского паровоза серии С разработанный на Сормовском заводе, внёс конструктивные изменения в паровозную машину, существенно переработал экипажную часть, спроектировал новую будку машиниста — открытого типа и новый тендер. Постройка паровозов, получивших обозначение серии Св, кроме котлов, поставляемых Сормовским заводом, производилась на Коломенском заводе, всего было построено 15 паровозов.[VII] Существенное улучшение динамических характеристик паровоза и тендера обеспечили успешную работу паровозов Св в курьерских поездах на главной пассажирской магистрали В. В. Ж. Д., где эти паровозы находились в эксплуатации весьма непродолжительное время, в связи с военными действиями. В 1917 г. паровозы Св были переделаны на нормальную колею (1524 мм) и переданы в эксплуатацию на Московско-Курскую ж.д. Отзывы о работе паровозов Св характеризовали их, как один из лучших паровозов пассажирского парка того времени. [VII] В 1924 г. Коломенский машиностроительный завод, на базе паровоза Св разработал и построил однотипный усиленный паровоз серии Су — основной тип пассажирского паровоза на сети дорог СССР. Во второй половине 1930-гг., паровозы Св, при выполнении очередного капитального ремонта подверглись технической модернизации, после чего, водили экспресс «Харьков-Москва», вплоть до начала Великой Отечественной войны, депо приписки: Харьков-«Октябрь»; «Курск»; «Орёл»; «Москва». После войны, паровозы Св проходили капитальный ремонт на Харьковском ПРЗ.
Конструктивные особенности паровоза серии Св по сравнению с паровозом серии С:
 — Котёл от паровоза серии С, это позволило КМЗ заключить контракт с Сормовским заводом, на поставку паровозных котлов, но рабочее давление в котле снижено с 13 до 12 ат. (кг/см²); арматура котла снабжалась инжекторами Фридмана № 11; по условиям еврогабарита высота оси котла уменьшена на 150 мм и составила 2900 мм.
 — Уменьшен диаметр паровых цилиндров, с 600 мм у паровоза серии С, до 575 мм;
 — Диаметр движущих колёс увеличен с 1830 до 1850 мм, при этом безгребневой выполнена 2-я движущая ось вместо третьей.
 — Ряд деталей машины идентичен деталям паровоза типа 2-3-0 серии Ку, выпускаемого ранее на КМЗ. По требованию В. В. Ж.Д: параллели укреплёны на продольных литых стальных балках; параллельная рама выполнена с отдельными подшипниками - в целях снижения затрат на производство ремонта в эксплуатации.[VI]
 — По требованию В. В. Ж. Д.: паровые цилиндры снабжены золотниками диаметром 250 мм с каналами Трика и пресс-маслёнкой Фридмана.[VI]
 — Главная рама и вся ходовая часть паровоза были спроектированы для колеи в 1435 мм, поэтому уменьшено расстояние между её боковыми полотнами, при этом предусмотрена возможность переделки, в эксплуатационных условиях, колёсных пар на нормальную колею — шириною в 1524 мм.
 — Передняя тележка типа Гельмгольца — Краусс остаётся  по проекту Коломенского завода, ранее осуществлённая на паровозе типа 1-4-0 серии И.[VI]
 — Задняя поддерживающая ось, в отличие от паровоза серии С, размещена не в основной раме, а установлена на тележке системе Бисселя (с возвращающим устройством по наклонным плоскостям), вследствие чего, по сравнению с паровозом серии С, жёсткая база паровоза сократилась с 4200 до 1925 мм, что облегчало вписывание паровоза в кривые малого радиуса.
 — По требованию В. В. Ж. Д.: экипажная часть снабжена буксами Обергетмана и тормозом Гарди.  [VI]
 — По требованию В. В. Ж. Д.: паровоз снабжён нефтегазовым освещением системы Пинча [VI]
 — По требованию В. В. Ж. Д. для паровоза был спроектирован новый тендер, вместо унифицированного 4-х осного тендера, применяемого для паровозов серий С, Э, Щ, Ов, КМЗ был спроектирован специализированный 4-х осный тендер, с 2-х осными тележками «Даймонд».
На колее 1435 мм паровозы Св проработали относительно недолго, так как ещё до окончания Первой мировой войны их переделали на колею 1524 мм и отправили на железные дороги в центральной части Российской империи. Списаны данные паровозы были в основном в 1951—1960 гг. В 1924 году на базе экипажной части паровоза Св был создан паровоз Су — самый массовый и один из лучших советских пассажирских паровозов.